# Sínia (Torrelameu)
La Sínia és una obra de la séquia de Torrelameu a la comarca de la Noguera inclosa a l'Inventari del Patrimoni Arquitectònic de Catalunya.

## Descripció
Curiosa i tradicional sínia per a pujar l'aigua de la séquia de Torrelameu. Els materials utilitzats són senzills: parets de totxo, roda de fusta i ferro, dipòsits de llautó, conducció de formigó.

## Història
Aquesta és una de les tres sínies que es conserven a Torrelameu. És la més vella, es va construir a final del segle xviii o principi del segle xix. Actualment encara es troba en funcionament, fa poc temps que s'hi instal·là un motoret per adonar-li més força i poder regar els camps més rabent.